# Peter Enns
Peter Eric Enns (* 2. Januar 1961 in Passaic, New Jersey) ist ein US-amerikanischer reformierter Theologe und Autor. Seine bisherigen Publikationen befassen sich hauptsächlich mit alttestamentlicher Hermeneutik und dem Verhältnis zwischen Wissenschaft und Christentum, insbesondere der Historizität der Bibel. Außerhalb seiner akademischen Arbeit ist Enns Mitarbeiter bei HuffPost und Patheos. Seine Bücher Inspiration and Incarnation und The Evolution of Adam stießen in evangelikalen Kreisen auf große Kritik, weil sie die Methoden der Bibelauslegung von evangelikalen Christen in Frage stellten wie zum Beispiel, dass Adam eine historische Figur sei.

## Leben
Peter Enns wurde in Passaic, New Jersey, als Sohn deutsch-amerikanischer Einwanderer geboren. Er wuchs in River Vale auf und machte 1978 seinen High-School-Abschluss. 1982 schloss er sein dreijähriges Studium am Messiah College in Grantham, Pennsylvania ab und erwarb sieben Jahre später (1989) einen Master of Divinity vom Westminster Theological Seminary in Philadelphia. Danach studierte Enns weiter an der Harvard University, an der er einen Master of Arts (1993) in Orientalistik (englisch: Near Eastern Languages and Civilizations) bekam und ein Jahr später promovierte. Seine Dissertation trug den Titel Exodus Retold: Ancient Exegesis of the Departure from Egypt in Wis 10:15-21 and 19:1-9 und wurde von James L. Kugel betreut.
Enns kehrte 1994 zum Westminster Theological Seminary zurück, um seine Karriere als theologischer Lehrer zu beginnen. Im Jahr 2000 wurde er zum Professor für Altes Testament und biblische Hermeneutik ernannt und 2005 zum ordentlichen Professor befördert. Unter anderem war er von 1998 bis 2001 Stellvertretender Studiendekan am Lehrstuhl für Hermeneutik, 1997 bis 2000 in dessen Ausschuss zur Verleihung der Doktorwürde und Herausgeber des Westminster Theological Journal (2000–2005). Die Veröffentlichung seines Buches Inspiration and Incarnation im Jahr 2005 löste eine heftige akademische Kontroverse aus und führte schließlich zur Beendigung seiner Lehrtätigkeit am Westminster Theological Seminary am 1. August 2008.
Enns war leitender Mitarbeiter für Bibelstudien bei der BioLogos Foundation, einer christlichen Organisation, welche nach eigenen Angaben die Vereinbarkeit von Wissenschaft und christlichem Glauben „erforscht, fördert und feiert“. Außerdem hat er mehrere Artikel für die Religionsrubrik der HuffPost geschrieben. Er war als Gastprofessor unter anderem an der Princeton Theological Seminary, Harvard University und am Fuller Theological Seminary tätig.
Enns ist Mitglied der Society of Biblical Literature und seit 2006 im Lenkungsausschuss der Treffen für Wisdom in Israel and Cognate Literature (Weisheit in Israelischer und verwandter Literatur) tätig. Er ist außerdem Mitglied des Institute for Biblical Research, wo er von 2004 bis 2007 im Vorstand und von 2002 bis 2004 im Redaktionsausschuss des Bulletin for Biblical Research tätig war.
2017 startete Enns zusammen mit Jared Byas den the Bible for normal people Podcast (B4NP). In dem wöchentlichen Podcast werden vor allem Theologen, aber auch Musiker und Journalisten zu biblischen Themen eingeladen und interviewt. Gäste des Podcasts waren bisher unter anderem Rob Bell, Richard Rohr, Brian McLaren, Jon D. Levenson, Kristin Kobes Du Mez, Jodi Magness, Rachel Held Evans, Bart D. Ehrman und Nadia Bolz-Weber.
Derzeit ist Enns Abram S. Clemens-Professor für Bibelkunde an der Eastern University in St. Davids, Pennsylvania. Er ist zudem ehrenamtlicher Prediger in der Episkopalkirche und übernimmt Predigtdienste in Whitemarsh, Maple Glen, Kennett Square und Chestnut Hill.

## Familie
Enns ist seit dem 15. September 1984 verheiratet mit Sue, sie wohnen in Lansdale und haben drei erwachsene Kinder.

## Akademisches Wirken

### Forschung
Die Forschungsgebiete von Peter Enns umfassen das Alte Testament, Bibelkunde, Weisheitsliteratur (insbesondere Kohelet), den neutestamentlichen Gebrauch des Alten Testaments, die Literatur aus der Zeit des zweiten Tempels und die allgemeine Frage, wie sich der historische Kontext der Bibel darauf auswirkt, wie das Wesen der Schrift in der reformierten Tradition und im evangelikalen Bekenntnis verstanden wird.

### Publikationen und Auszeichnungen
Er hat zahlreiche Artikel, Aufsätze, Wörterbuch- und Lexikoneinträge sowie Rezensionen zu verschiedenen Themen rund um das Alte Testament und seine Auslegung verfasst (siehe „Bücher“ und „Artikel und Aufsätze“ unten). Sein 2008 herausgegebener Band (mit Tremper Longman III), Dictionary of the Old Testament: Wisdom, Poetry, and Writings (IVP), wurde 2009 mit dem Christianity Today „Award of Merit“ und von der Evangelical Christian Publishers Association mit dem Preis „2009 Christian Book of the Year“ in der Kategorie Bible Reference and Study ausgezeichnet.  Seine 2012 erschienene Publikation The Evolution of Adam: What the Bible Does and Doesn't Say about Human origins (deutsch: Die Evolution Adams: Was die Bibel über die Ursprünge des Menschen sagt und was nicht) gewann den Goldpreis in der Kategorie Religion des 2012 ForeWord Reviews Book of the Year Awards. Enns hat auch an einem biblischen Lehrplan für die Klassen 1-12 mit dem Titel Telling God's Story (Gottes Geschichte erzählen) mitgewirkt.

### Inspiration and Incarnation

#### Gegenstand
Enns erhielt große Aufmerksamkeit für sein im Jahr 2005 veröffentlichtes Buch Inspiration and Incarnation: Evangelicals and the Problem of the Old Testament (Inspiration und Inkarnation: Evangelikale und das Problem des Alten Testaments), das 2005 veröffentlicht wurde. Sein erklärtes Ziel beim Schreiben des Buches sei es gewesen, eine evangelikale Doktrin der Bibelauslegung mit den Erkenntnissen der modernen Theologie der letzten 150 Jahren ins Gespräch zu bringen. Enns wende sich in erster Linie an Leserinnen und Leser, die Schwierigkeiten hätten, ihren Glauben an Gott aufrechtzuerhalten, weil „vertraute und konventionelle“ evangelikale Ansätze oft falsch mit den aktueller theologischen Herausforderungen umgingen. Enns schreibt, dass Evangelikale oft eine defensive Haltung gegenüber neuen Ideen einnähmen. Besonders die "Ineffektivität bestimmter Denkweisen" über die Bibel könne bei Christen, "die ihre Bibel lieben und an ihr festhalten wollen, die aber auch das Gewicht bestimmter Beweise spüren, manchmal erhebliche kognitive Dissonanzen hervorrufen".

#### Kritik
Inspiration and Incarnation wurde von namhaften Theologen wie Hugh G. M. Williamson, Bill T. Arnold, David W. Baker, Tremper Longman III und Joel Green wegen seines kreativen Ansatzes zur Lösung der Probleme gelobt, welche die Bibel in der heutigen Zeit aufwirft. Viele Theologen kritisierten das Buch allerdings auch, wie zum Beispiel der Neutestamentler Donald A. Carson, der in einer Buchkritik schrieb, dass es die traditionelle evangelikale Lehre der biblischen Unfehlbarkeit aufgäbe. Der baptistische Bibellehrer Denny Burk war beispielsweise nicht einverstanden mit Enns Behauptung, dass Genesis 1 bis 11 heidnische Mythen der Nachbarvölker enthalten solle. Denn sowohl alt− als auch einige neutestamentliche Stellen verweisen laut ihm auf die Schöpfung als geschichtliche und nicht als mythische Beschreibungen. Der reformierte Pastor und Herausgeber Nicholas T. Batzig bemängelte, dass Enns nicht mehr die geschichtliche reformierte Bundestheologie vertrete, sondern einen Bruch zwischen Altem und Neuem Testament provoziere, zudem sei er zu sehr abhängig von der Sichtweise des jüdischen Gelehrten Charles L. Quarles und seinem Werk Midrash Criticism: Introduction and Appraisals, das im Herbst 2000 von Enns in Westminster Theological Journal publiziert wurde.
Das Buch und das damit verbundene veränderte theologische Verständnis löste an Enns' Hochschule, dem Westminster Theological Seminary, eine längere Kontroverse aus, wobei eine knappe Mehrheit des Lehrkörpers Enns unterstützte, während acht Lehrpersonen und eine knappe Mehrheit des Verwaltungsrats nicht mit ihm übereinstimmten. Enns trat schließlich am 1. August 2008 angeblich in gegenseitigem Einvernehmen von seinem Lehrauftrag am Theologischen Seminar zurück.

## Ausgewählte Werke

### Bücher
- Poetry and Wisdom (= IBR Bibliographies). Baker, Grand Rapids, MI 1997, ISBN 978-0-8010-2161-9 (englisch, archive.org).
- Exodus Retold: Ancient Exegesis of the Departure from Egypt in Wis 10:15-21 and 19:1-9 (= Harvard Semitic Museum Monographs. Band 57). Scholars Press, Atlanta, GA 1997, ISBN 978-0-7885-0403-7 (englisch). – Revision der Doktorarbeit aus 1994
- Exodus: from biblical text ... to contemporary life (= NIV Application Commentary). Zondervan, Grand Rapids, MI 2000, ISBN 978-0-340-75660-7 (englisch).
- Inspiration and Incarnation: Evangelicals and the Problem of the Old Testament. Baker, Grand Rapids, MI 2005, ISBN 978-0-8010-2730-7 (englisch).
- Invitation to Genesis: a Short-Term Disciple Bible Study. Abingdon Press, Nashville, TN 2006, ISBN 978-0-687-49492-7 (englisch).
- Telling God's Story: a parent's guide to teaching the Bible. Olive Branch Books, Charles City, VA 2010, ISBN 978-1-933339-46-7 (englisch).
- Ecclesiastes (= Two Horizons Old Testament Commentary). Eerdmans, Grand Rapids, MI 2011, ISBN 978-0-8028-6649-3 (englisch).
- Marc Zvi Brettler, Daniel J. Harrington: The Bible and the Believer: How to Read the Bible Critically and Religiously. Oxford University Press, Oxford & New York 2012, ISBN 978-0-19-986300-6 (englisch).
- The Evolution of Adam: What the Bible Does and Doesn't Say about Human Origins. Brazos Press, Grand Rapids, MI 2012, ISBN 978-1-58743-315-3 (englisch, archive.org).
- Jared Byas: Genesis for Normal People: A Guide to the Most Controversial, Misunderstood, and Abused Book of the Bible. Patheos Press, Englewood, CO 2012, ISBN 978-1-939221-03-2 (englisch).
- The Bible Tells Me So: Why Defending Scripture Has Made Us Unable to Read It. HarperOne, San Francisco, CA 2014, ISBN 978-0-06-227202-7 (englisch).
- The Sin of Certainty: Why God Desires Our Trust More than Our 'Correct' Beliefs. HarperOne, New York, NY 2016, ISBN 978-0-06-227208-9 (englisch).
- How the Bible Actually Works: In Which I Explain How An Ancient, Ambiguous, and Diverse Book Leads Us to Wisdom Rather Than Answers -- and Why That's Great News. Harper Collins, San Francisco, CA 2019, ISBN 978-0-06-268674-9 (englisch).

### Als Herausgeber
- Tremper Longman III (Hrsg.): Dictionary of the Old Testament: Wisdom, Poetry, and Writings (= IVP Bible dictionary series. Band 3). IVP Academic, Downers Grove, IL 2008, ISBN 978-0-8308-1783-2 (englisch).
- Tremper Longman III, Mark L. Strauss (Hrsg.): Baker Illustrated Bible Dictionary. Baker, Grand Rapids, MI 2012, ISBN 978-0-8010-1297-6 (englisch).

### Kapitel in Sammelwerken
- Willem A. VanGemeren (Hrsg.): New International Dictionary of Old Testament Theology and Exegesis. Band 4. Zondervan, Grand Rapids, MI 1996, OCLC 862711900, Law of God, S. 893–900 (englisch).
- Craig A. Evans, James A. Sanders (Hrsg.): Early Christian Interpretation of the Scriptures of Israel: Investigations and Proposals (= Journal for the Study of the New Testament - Supplement Series. Band 148). Sheffield Academic Press, Sheffield, UK 1997, ISBN 978-1-85075-679-8, The Interpretation of Psalm 95 in Hebrews 3.1-4.13, S. 352–63 (englisch). – Teilweise Neuveröffentlichung des Artikels: "Psalm 95 and its Interpretation in Hebrews 3:7-4:13" (siehe unten)
- Craig A. Evans, James A. Sanders (Hrsg.): The Function of Scripture in Early Jewish and Christian Tradition (= Journal for the Study of the New Testament - Supplement Series. Band 154). Sheffield Academic Press, Sheffield, UK 1998, ISBN 978-1-85075-830-3, A Retelling of the Song at the Sea in Wis 10,20-21, S. 142–65 (englisch). – Neuveröffentlichung des Artikels aus 1995 (siehe unten).
- D. A. Carson, Peter T. O'Brien, Mark A. Seifrid (Hrsg.): Justification and Variegated Nomism: Volume I: The complexities of second temple Judaism. Mohr Siebeck, Tübingen 2000, ISBN 978-3-16-146994-7, Expansions of Scripture,", S. 73–98 (englisch).
- J. I. Packer, Sven K. Soderlund (Hrsg.): The Way of Wisdom: Essays in Honor of Bruce K. Waltke. Zondervan, Grand Rapids, MI 2000, ISBN 978-0-310-86460-8, Wisdom of Solomon and Biblical Interpretation in the Second Temple Period, S. 212–25 (englisch).[32]
- The Idea of Biblical Interpretation: essays in honor of James L. Kugel (= Supplements to the Journal for the Study of Judaism. Band 83). E. J. Brill, Leiden 2003, ISBN 978-1-58983-387-6, col haadam and the Evaluation of Qohelet’s Wisdom in Qoh 12:13, or The ‘A is so, and What’s More, B’ Theology of Ecclesiastes, S. 125–37 (englisch).
- Kenneth Berding, Jonathan Lunde (Hrsg.): Three views on the New Testament use of the Old Testament (= Counterpoints). Zondervan, Grand Rapids, MI 2009, ISBN 978-0-310-59051-4, Fuller meaning, single goal: a christotelic approach to the New Testament's use of the Old in its first-century interpretive environment, S. 167–217 (englisch).
- Matthias Henze (Hrsg.): A Companion to Biblical Interpretation in Early Judaism. Eerdmans, Grand Rapids, MI 2012, ISBN 978-0-8028-0388-7, Pseudo-Solomon and His Scripture: Biblical Interpretation in the Wisdom of Solomon, S. 389–414 (englisch).

### Artikel in wissenschaftlichen Zeitschriften
- Creation and Re-creation: Psalm 95 and its Interpretation in Hebrews [3:7-4:13]. In: Westminster Theological Journal. 55. Jahrgang, 1993, S. 255–80 (englisch).[33]
- A Retelling of the Song at the Sea in Wis 10,20-21. In: Biblica. 76. Jahrgang, 1995, S. 1–24 (englisch).
- The 'Moveable Well' in 1 Cor 10:4: An Extra-Biblical Tradition in an Apostolic Text. In: Bulletin for Biblical Research. 6. Jahrgang, 1996, S. 23–38, doi:10.5325/bullbiblrese.6.1.0023 (englisch).[34]
- Daniel McCartney: Matthew and Hosea: A Response to John Sailhamer. In: Westminster Theological Journal. 63. Jahrgang, 2001, S. 97–105 (englisch).[35]
- William Henry Green and the Authorship of the Pentateuch: Some Historical Considerations. In: Journal of the Evangelical Theological Society. 45. Jahrgang, Nr. 3, September 2002, S. 385–403 (englisch).
- Apostolic Hermeneutics and an Evangelical Doctrine of Scripture: Moving beyond the Modernist Impasse. In: Westminster Theological Journal. 65. Jahrgang, Nr. 2, 2003, S. 263–287 (englisch).[36]
- Some Thoughts on Theological Exegesis of the Old Testament: Toward a Viable Model of Biblical Coherence and Relevance. In: Reformation and Revival Journal. 14. Jahrgang, Nr. 4, 2005, S. 81–104 (englisch).[37]
- Response to G. K. Beale's Review of Inspiration and Incarnation: Evangelicals and the Problem of the Old Testament. In: Journal of the Evangelical Theological Society. 49. Jahrgang, Nr. 2, 2006, S. 313–26 (englisch).[38]
- Bible in Context: The Continuing Vitality of Reformed Biblical Scholarship. In: Westminster Theological Journal. 68. Jahrgang, 2006, S. 203–18 (englisch).[39]
- Response to Professor Greg Beale. In: Themelios. 32. Jahrgang, Nr. 3, 2007, S. 5–13 (englisch).
- Exodus, the Problem of Historiography, and Some Theological Reflections. In: Act 3 Review. 15. Jahrgang, Nr. 4, 2007 (englisch).[40]
- Preliminary Observations on an Incarnational Model of Scripture: Its Viability and Usefulness. In: Calvin Theological Journal. 42. Jahrgang, 2007, S. 219–36 (englisch).[41]

### Andere Artikel
- Yankees and Westminster: Personal Reflections on Tradition. 1998 (englisch).[42] – unveröffentlichtes Paper